# Emplesiogonus
Emplesiogonus là một chi nhện trong họ Thomisidae.